# Baku-Tiflis-Ceyhan-Pipeline

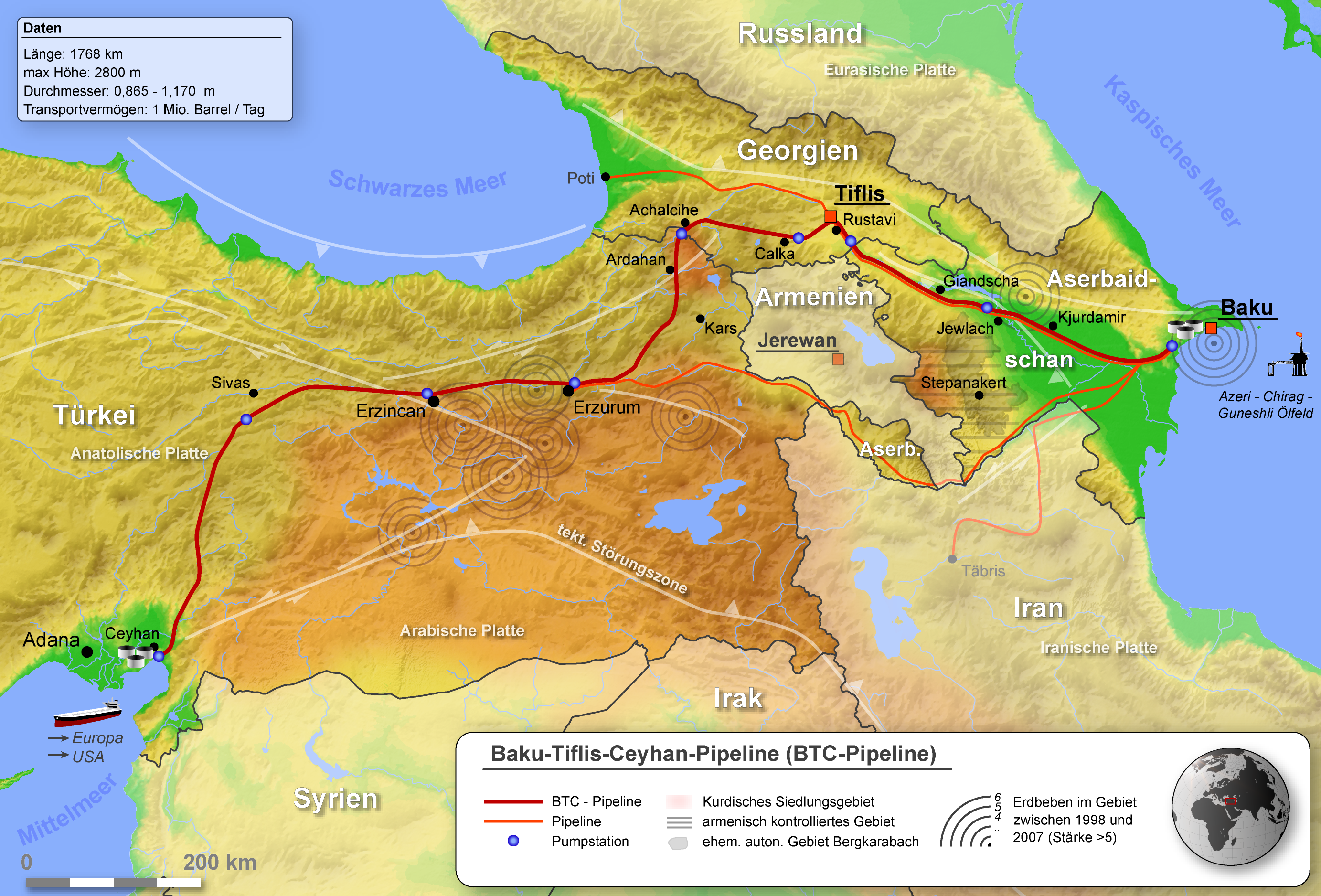
Verlauf der Baku-Tiflis-Ceyhan-Pipeline

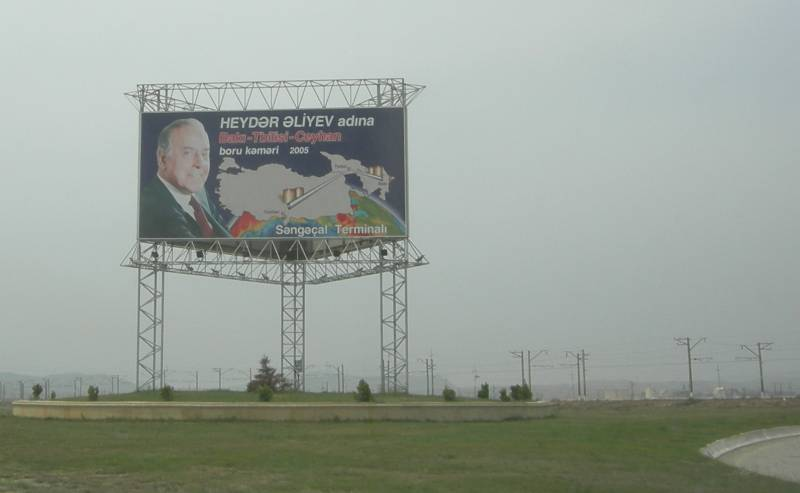
Hinweisschild auf die „Heydər-Əliyev-Pipeline“ unweit ihres Beginns am Səngəçal-Terminal (im Hintergrund)

Die Baku-Tiflis-Ceyhan-Pipeline, auch BTC-Pipeline oder Transkaukasische Pipeline, ist eine Pipeline, die Rohöl von Ölfeldern aus Aserbaidschan und Kasachstan am Kaspischen Meer nach Ceyhan an der türkischen Mittelmeerküste transportiert. Die Inbetriebnahme dieser 1760 Kilometer langen Ölpipeline begann 2005. Sie soll den Westen vom Rohöl aus der Region am Persischen Golf unabhängiger machen.
Am 4. Juni 2006 verließ der erste Öltanker mit 600.000 Barrel Öl aus der BTC-Pipeline den Hafen in Ceyhan. Am 14. Juli 2006 waren die offiziellen Eröffnungsfeierlichkeiten. Dazu wurden über 40 Regierungschefs aus aller Welt eingeladen.

## Technische Daten
Die BTC-Pipeline setzt am Terminal Səngəçal südlich von Baku ein (benannt nach einer nahen Siedlung, Ortsteil von Baku; englisch Sangachal), durchquert Aserbaidschan (442 Kilometer), führt durch Georgien (248 Kilometer) und die Türkei (1070 Kilometer), um am Mittelmeerhafen Ceyhan in einer Verladestation zu enden. Dabei müssen bis zu 2800 Meter hohe Berge überwunden werden. Die Pipeline hat acht Pump-, zwei Molch- und 87 Ventilblockstationen. Sie wird auf ihrer gesamten Länge einen Meter unter der Erde vergraben, damit sie vor Sabotageakten gesichert ist. Sie hat zumeist einen Durchmesser von 42 Zoll (rund ein Meter), nahe Ceyhan verengt sie sich auf 36 Zoll. Sie hat eine Lebenserwartung von etwa 50 Jahren. Wenn die geplante volle Kapazität erreicht wird, soll sie täglich eine Million Barrel (160.000 Kubikmeter) Erdöl transportieren. In ihr befinden sich dabei ca. 10 Millionen Barrel Öl. Die Transportkosten sollen 3,2 US-Dollar pro Barrel betragen.
Die Baukosten betrugen rund 2,5 Milliarden Euro, die von der Europäischen Bank für Wiederaufbau und Entwicklung, der zur Weltbankgruppe gehörenden International Finance Corporation und einer Gruppe von 15 Privatbanken finanziert wurden.
Eigentümer ist ein von elf Ölgesellschaften gebildetes Konsortium, an dem der britische BP-Konzern mit 30,1 % vor der State Oil Company of Azerbaijan Republic (SOCAR) mit 25 % die meisten Anteile hält. Baubeginn der Anlage war 2002.

## Politik
Seit seiner Unabhängigkeit versucht Aserbaidschan, seine Eigenständigkeit gegen Russland zu verteidigen. Russland versucht seit dem Zerfall der Sowjetunion, die Republiken im Südkaukasus von sich abhängig zu machen und ist in alle Konflikte direkt oder indirekt involviert.  Im Jahr 1993 wurde der pro-türkische Präsident Aserbaidschans Əbülfəz Elçibəy durch einen Staatsstreich gestürzt, der sehr offensichtlich die Handschrift Moskaus trug. Dem früheren KGB-General Heydər Əliyev gelang es zu verhindern, dass der Wunschkandidat Moskaus Surət Hüseynov an die Spitze des Staates gelangte, indem er selbst die Macht übernahm.
Əliyevs Strategie war es, die Unabhängigkeit Aserbaidschans mit Hilfe seiner Energievorkommen abzusichern. Der Export von Erdöl und Erdgas sollte nicht nur die Staatskasse füllen, sondern auch das Interesse des Westens an Aserbaidschan und seiner Eigenständigkeit stärken. Vom Jahrhundertvertrag um die Ausbeutung aserbaidschanischer Öl- und Gasvorkommen schloss Aserbaidschan russische Firmen demonstrativ aus. Nach einem weiteren gescheiterten Putschversuch im Jahr 1994 verlor Russland sämtlichen militärischen Einfluss auf Aserbaidschan. Das einzige Mittel, mit dem Russland noch Kontrolle über Aserbaidschan ausüben konnte, war die Baku-Noworossijsk-Pipeline, durch die aserbaidschanisches Öl in Richtung Westen exportiert werden konnte. Diese Pipeline wäre günstig zu modernisieren und auszubauen gewesen, führte damals allerdings durch Tschetschenien, das im Jahr 1991 seine Unabhängigkeit erklärt hatte. Die westlichen Ölkonzerne hatten kein Vertrauen in den tschetschenischen Präsidenten Dschochar Dudajew. Im Jahr 1994 marschierte Russland in Tschetschenien ein und scheiterte daran, die kleine abtrünnige Republik und die durch Tschetschenien laufende Baku-Noworossijsk-Pipeline unter ihre Kontrolle zu bekommen. Dies und die Ablehnung des in den Augen früherer Sowjetrepubliken russischen Imperialismus machte den Bau einer Pipeline, die russisches Territorium umgeht, machbar und trotz hoher Kosten attraktiv.
Die Energieimporteure unter den westlichen Staaten haben ein Interesse an der Diversifikation ihrer Energielieferungen. Die Vereinigten Staaten stellten insbesondere durch Druck auf Aserbaidschan sicher, dass keine iranischen Unternehmen im Konsortium zur Förderung der aserbaidschanischen Öl- und Gasvorkommen vertreten sind. Darüber hinaus wollten sie vermeiden, dass das aserbaidschanische Erdöl durch den Iran ans Meer transportiert wird, was der kostengünstigste Weg gewesen wäre, dem Iran aber sehr viel Einfluss verliehen hätte. Aserbaidschan war es aufgrund des Bergkarabachkonfliktes und seiner schlechten Beziehungen zu Armenien wichtig, das Territorium Armeniens nicht zu berühren. Somit wählte man mit der Trassenführung durch Georgien die teuerste Variante.
Am 29. Oktober 1998 unterzeichneten die Präsidenten der Staaten Türkei (Süleyman Demirel), Georgien (Eduard Schewardnadse), Aserbaidschan (Heydər Əliyev) und der USA (Bill Clinton) in Ankara eine Absichtserklärung zum Bau der Pipeline, womit das Projekt Fahrt aufnahm. Nach Verhandlungen, die einige Monate andauerten, wurde der Vertrag zum Bau der Pipeline zwischen den Regierungen Aserbaidschans, der Türkei und Georgiens am 18. November 1999 am Rande des OSZE-Gipfeltreffens in Istanbul unterzeichnet. Am 18. September 2002 wurde in Baku der erste Spatenstich vollzogen.
Die Türkei wurde durch die Pipeline als Regionalmacht gefestigt, weil sie sie unabhängiger von Öl- bzw. Gaslieferungen aus Russland respektive dem Iran macht. Russland hat durch das Projekt die Kontrolle über Aserbaidschan, das Moskau eigentlich in seinem Einflussbereich sieht, verloren; darüber hinaus entgehen Russland hohe Durchleitungsgebühren, die bei einem Export durch russisches Territorium angefallen wären.

## Gefahren

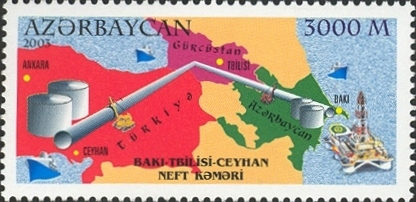

Georgien, Aserbaidschan und die Türkei beabsichtigen, eine Militärallianz zum Schutz der Pipeline zu gründen. Die Regierung in Tiflis hat eine 400 Mann starke Sondereinheit abberufen, die von US-amerikanischen Instrukteuren ausgebildet wurde. Die US-Amerikaner wollen die BTC-Pipeline zusätzlich mit unbemannten Drohnen vom Typ Global Hawk überwachen, um terroristische Anschläge zu verhindern.
Kurz vor Eskalation zum Kaukasuskrieg 2008 gab es auf türkischer Seite einen Sabotageakt gegen die Pipeline, woraufhin diese geschlossen wurde. Während kriegerischer Auseinandersetzungen im August 2008 sollen russische Bomber die Leitung gezielt ins Visier genommen haben. Zwar wurde die Pipeline nicht getroffen, jedoch war die Öllieferung vorübergehend eingestellt. Das britische Ölunternehmen und Hauptbetreiber British Petroleum musste auch die Baku-Supsa Pipeline, die parallel zu BTC verläuft, ebenso kurzfristig stilllegen, da die Hafenstadt Poti von russischen Truppen besetzt worden war.
Widerstand gegen die Pipeline regte sich hauptsächlich im Lager der Umweltschützer. Im August 2004 musste die Pipeline-Baustelle für zwei Wochen stillgelegt werden, weil die Mindestanforderungen für den Umweltschutz nicht eingehalten wurden. Die Pipeline durchquert den geplanten Nationalpark Gobustan (Aserbaidschan), das Schutzgebiet Qtsia Tabatskuri (Georgien), die Trägerzone des Bordschomi-Charagauli-Nationalparks (Georgien) und das Wildschutzgebiet in Posof (Türkei). Ein Pipeline-Unfall könnte deren Ökosysteme nachhaltig schädigen. Der World Wide Fund for Nature (WWF) hat das Projekt kritisiert. Die in Oxford ansässige Baku-Ceyhan Campaign wendet sich gegen die Verwendung öffentlicher Gelder für Projekte, die „ausschließlich im Interesse des Privatsektors“ sind.

## BTC-Konsortium
- BP (Großbritannien, USA): 30,10 %
- State Oil Company of Azerbaijan (SOCAR) (Aserbaidschan): 25,00 %
- Unocal mittlerweile durch ChevronTexaco übernommen (USA): 8,90 %
- Statoil (Norwegen): 8,71 %
- Türkiye Petrolleri Anonim Ortaklığı (TPAO) (Türkei): 6,53 %
- ENI/Agip (Italien): 5,00 %
- TotalEnergies (Frankreich): 5,00 %
- Itochu (Japan): 3,40 %
- INPEX (Japan): 2,50 %
- ConocoPhillips (USA): 2,50 %
- Amerada Hess (USA) 2,36 %

## Kultur
Die BTC-Pipeline war der zentrale Plot des James-Bond-Films Die Welt ist nicht genug (1999). Eine der Hauptpersonen, Elektra King (Sophie Marceau), ist dort für die Konstruktion einer Ölpipeline zuständig, die vom Kaspischen Meer durch den Kaukasus zur türkischen Mittelmeerküste führt.